# Altenburg (Weimar)
Koordinaten: 50° 58′ 57″ N, 11° 20′ 7,1″ O

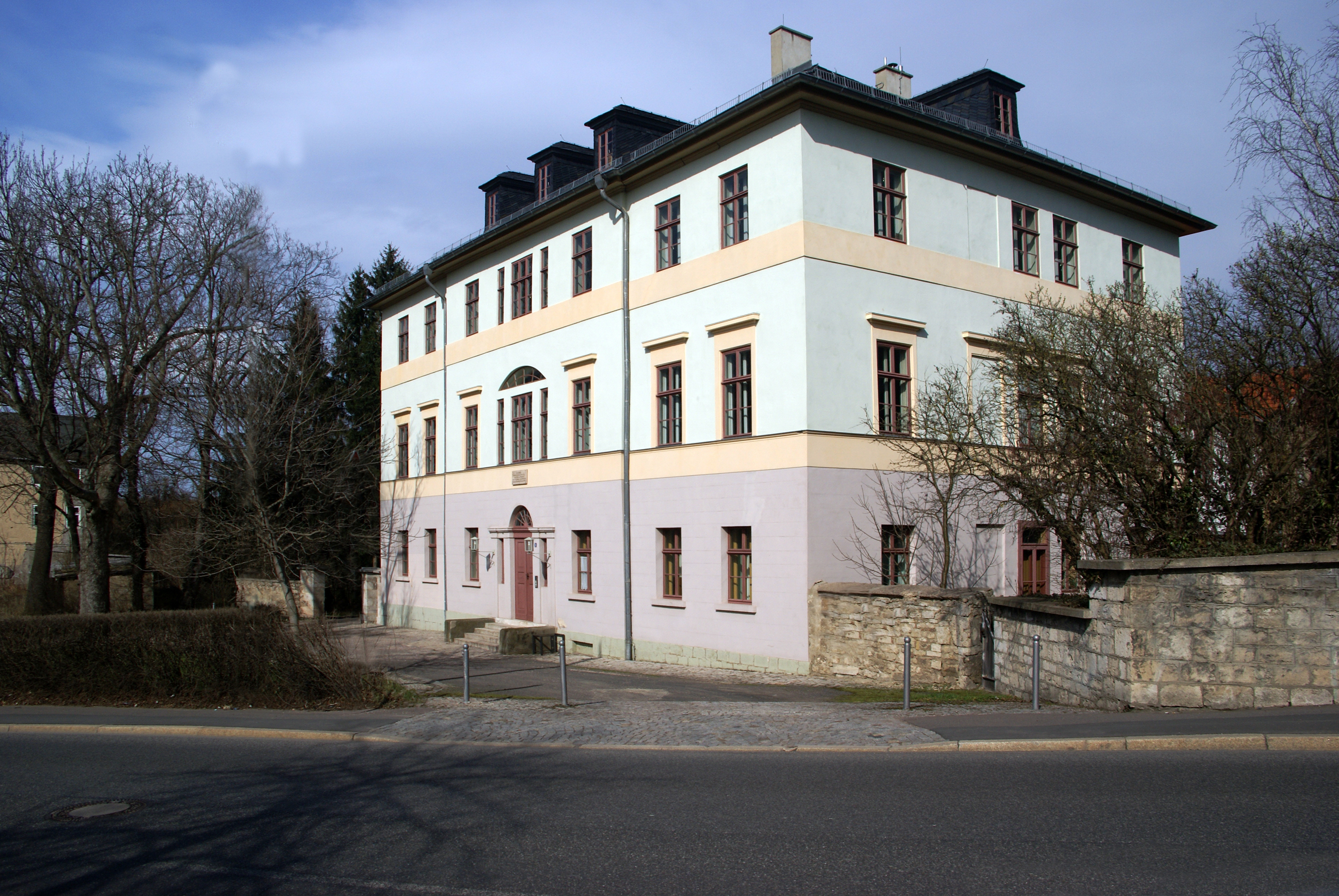
Die Altenburg in Weimar

Die Altenburg ist ein dreistöckiges, traditions- und geschichtsreiches Gebäude in Weimar in der Jenaer Straße. Franz Liszt lebte hier ab 1848. Heute wird das Haus von der Hochschule für Musik Franz Liszt Weimar genutzt.

## Zur Geschichte
Der Name des Hauses geht auf den einstigen Flurnamen „Die Alte Burg“ zurück.
Bauherr Oberstallmeister Friedrich von Seebach ließ das Haus 1811 errichten – er hatte Herzog Karl August und Johann Wolfgang von Goethe 1792 bei der Campagne in Frankreich begleitet.
Friedrich von Seebach selbst kam in Gefechten zwischen den Franzosen und der Verbündeten am 22. Oktober 1813 in arge Bedrängnis, bei der seine Hündin Belotte ihm das Leben rettete. Im Sommer 1822 wurde im Garten der Altenburg für sie aus Sandstein ein Gedenkstein errichtet mit der Inschrift vorn: „Hier ruht Belotte. Sie war ihrem ersten und letzten Herrn treu“, hinten: „Sie rettete ein Menschenleben“, seitlich: „1808–1822“.
Der Grabstein für Henriette von Seebach befand sich laut Jutta Hecker im Garten der Altenburg. Dieser ist auf den Jacobsfriedhof umgesetzt.
Das Haus war von 1848 für 13 Jahre das Wohnhaus von Franz Liszt und seiner Lebensgefährtin Carolyne zu Sayn-Wittgenstein. Ein Großteil von Liszts Orchesterwerken entstand auf der Altenburg und der Typus der „Symphonischen Dichtung“ wurde hier entwickelt.
Viele berühmte Leute gingen hier ein und aus wie etwa Goethe, Bettina von Arnim, Richard Wagner, Hector Berlioz, Friedrich Hebbel, Hoffmann von Fallersleben, Peter Cornelius, Joseph Joachim und Hans von Bülow. Aus diesem Kreis formierte sich der Neu-Weimar-Verein.
Bedeutende Mitarbeiter des gleich gegenüber auf der anderen Straßenseite beheimateten Goethe- und Schiller-Archivs wie Bernhard Suphan und ab 1936 Max Hecker lebten in der Altenburg; die Schriftstellerin Jutta Hecker war hier viele Jahre zuhause. Auch die Kommandeure des Infanterie-Regiment Großherzog von Sachsen (5. Thüringisches) Nr. 94 mit dem Obersten Julius von Bessel hatten hier ab 1867 ihren Wohnsitz.

## Gegenwart
Heute nutzt die Hochschule für Musik Franz Liszt Weimar die Altenburg für ihre Zwecke. Hier finden sich folgende Räumlichkeiten und Abteilungen: das Franz-Liszt-Zentrum (Leitung: Detlef Altenburg), der Lehrstuhl für Geschichte der jüdischen Musik, die DFG-Forschungsprojekte „Stimme und Gesang in der populären Musik der USA (1900–1960)“ und „Melodisch-rhythmische Gestaltung von Jazzimprovisationen. Rechnerbasierte Musikanalyse einstimmiger Jazzsoli“, der Liszt-Salon und die Dokumentation „Liszt, die Altenburg und Europa“. Seit Mai 2025 befindet sich im hinteren Teil des Gebäudes das private Museum „Refugium Franz Liszt“, das frühere Räumlichkeiten Franz Liszts für die Öffentlichkeit zugänglich macht, darunter das sogenannte „Blaue Zimmer“ Liszts, das ihm als Arbeitszimmer diente, den Gebetsraum sowie eine Bibliothek mit der Lisztiana-Sammlung Muck.
Die Altenburg ist Teil der Liste der Kulturdenkmale in Weimar.